# L'albero della vita (serie televisiva)
L'albero della vita (Le Bonheur de la vie) è una serie televisiva educativa d'animazione francese, prodotta nel 1990.
Originariamente suddivisa in 20 puntate da 5 minuti, la serie venne messa in onda dalla tv pubblica francese France 3 dal 7 aprile 1991, mentre fu distribuita in Italia in tre parti per l'home video nel 1993 e nel 1995, con oltre 400 000 copie vendute.
L'opera a cartoni animati illustrava passo dopo passo tutti gli aspetti della sessualità, adatta a un pubblico tra i 4 e i 12 anni di età (10-11 anni il limite per l'edizione originale) – dopo il successo di serie come Siamo fatti così o ancora C'era una volta.... La sceneggiatura e i dialoghi originali sono di Jacques-Rémy Girerd, regista di numerose serie animate trasmesse sul piccolo schermo (dopo aver diretto lungometraggi come La profezia delle ranocchie (2003), il francese è stato premiato con l'European Film Awards per il miglior film d'animazione, nel 2008, per il film Mià e il Migù, poi a seguire Un gatto a Parigi nel 2010), come pure è l'autore del testo delle sigle di testa e di coda, tradotte in italiano da Pier Francesco Campi.
La serie venne sostenuta dal Centro Nazionale Francese di Cinematografia (CNC), dal Ministero Francese degli Affari Sociali e Solidarietà, da Canal France International (oggi Agence française de développement médias), dal Comitato Francese per la Lotta contro l'AIDS, dal Ministero Francese della Gioventù e dello Sport, dal Consiglio Regionale del Rhône-Alpes, dal Consiglio Generale della Drôme, dalla città di Valence, dai centri di "Protection Maternelle et Infantile" (PMI) di Romans-sur-Isère e di Valence, dal Comitato per la pianificazione familiare, da "Les Mutuelles de la Drôme", dalla Federazione delle Opere Laiche, da Radio France Drôme e dalla Fondazione Francia.

## Trama
Attraverso una narrazione sotto forma di fiaba, usando un linguaggio semplice e chiaro, si avvicendano i racconti scientifici di una nonna che spiegano il mondo della realtà ai propri nipotini Anna e Paolo, senza subire imposizioni.
Si accennano alle fasi della vita, focalizzando l'attenzione a parole scientifiche come spermatozoi, cromosomi e i loro ruoli genetici, pene, clitoride, intramezzato da un linguaggio familiare tipico dell'infanzia; si scopre così il mistero della nascita, dalla fecondazione fino ai primi istanti di vita, passando per la funzione dei gameti sessuali. Si apprendono con naturalezza le differenze tra maschio e femmina nella fase dello sviluppo dell'embrione e quindi il momento della nascita del bambino. Tutti argomenti propedeutici a preparare il bambino alla vita futura da adolescente alle prese con le prime esperienze amorose.

## Distribuzione home video
La serie Le Bonheur de la vie nella versione home video ha venduto 2,5 milioni di copie in tutto il mondo:

### Italia
Per l'home video la serie è stata resa disponibile a puntate come corso d'informazione sessuale per bambini, suddiviso in tre videocassette VHS, distribuite da Fonit Cetra Video e la Repubblica, nel 1993 e nel 1995 (in DVD nel 2004). I titoli dei tre capitoli erano: Scoprire il sesso, Come si nasce, La crescita.
Ciascuna parte destinata ai bambini fu accompagnata da un fascicolo rivolto agli adulti, poiché erano guide di supporto per i genitori, gli insegnanti, gli educatori, in modo da approfondire tutti i temi trattati con indicazioni, consigli, informazioni. I volumetti italiani – corredati inoltre da schede scientifiche e da una sorta di glossario della sessualità – furono redatti con il contributo di esperti, come il pediatra Marcello Bernardi, il neuropsichiatra infantile Massimo Ammaniti (padre dello scrittore Niccolò), la psicologa e psicoterapeuta infantile Luisa Carbone Tirelli, in collaborazione con un gruppo di consulenti dell'AIED.
La sigla della serie, nell'edizione italiana, è stata cantata dal Coro dei Piccoli Cantori di Milano diretto da Laura Marcora.

### Francia e Canada
La serie TV in lingua originale è stata editata dalla casa editrice SF2 vidéo in due videocassette VHS da 50 minuti, nel 1993; e nel 2006, anche in DVD (1h:44m), per le edizioni Folimage (anche in inglese come The Joy of Life).

### Spagna e America Latina
Con il titolo La alegría de la vida la serie è stata distribuita in Spagna e in America Latina. Dapprima, a partire dalla penisola iberica, venne trasmessa negli Anni '90 nel canale pubblico spagnolo TVE. L'edizione in castigliano venne pubblicata in DVD per le edizioni Divisa (Valladolid) nel 2003.

## Personalità coinvolte
A vario titolo, nella sigla di coda della serie tradotta in italiano, sono ricordati i nomi dei creatori della serie per la Folimage Valence Production con sede a Valence: Maryse Tuzy, Frédérique Guichard (?), Sylvie Léonard (doppiaggio), Frédérique Lecront, Béatrice Audry (doppiaggio), Assina Benbetka, Catherine Buffat, Véronique Fillod, Bénédicte Serre (per la Folimage è stata illustratrice, ma anche intervallista, colorista, "tracciatrice" e voce-fuoricampo), Carol Guénault, Myriam Gras, Cristelle Dupuis, Chantal Guillaume, Nora Cismondi (doppiaggio), Maryse Liechtensteger (doppiaggio), Alain Gagnol (animazione), Frédérique Cardeur (doppiaggio), Laurent Pouvaret (doppiaggio), Juan-Luis Garcia, Hervé Guichard (editing), Sylvain Vincendeau (animazione, illustratore), Patrick Tallaron (camera), Jean-Luc Gréco, Nicolas Beltran (camera), Patrick Eveno (futuro direttore del Festival International du Film d'Animation di Annecy, dal 2006 al 2018), Christophe Bernard (camera), Damien Louche-Pélissier, Antoine Lanciaux, Benoît Chieux (set), Agop Besson, François Daudet, Philippe Turin, Jean-Claude Millet (suoni).

## Premi
Ebbe riconoscimenti in diversi festival internazionali:
- 1991: Festival International du Film pour la Jeunesse di Bourg-en-Bresse (Premio del pubblico e Premio per la Migliore Serie TV)
- 1992: Festival dell'Educazione San Francisco (USA) (Gold Apple Award)
- 1992: Festival de la Commission des Communautés Europeennes ("II Santander Film Festival" su Consumers and the Quality of Life) (Menzione)
- 1992: Festival international de Mauriac (Grand Prix)
- 1992: MEDEC di Parigi